# IberRed

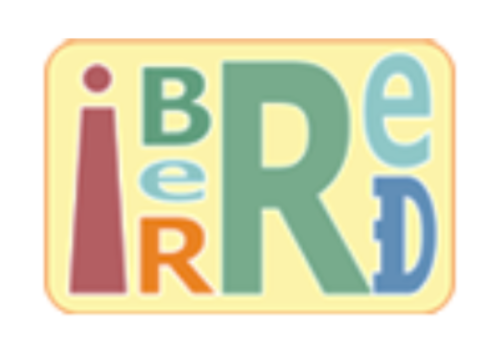
IberRed (Red Iberoamericana de cooperación jurídica internacional).

La Red Iberoamericana de Cooperación Jurídica Internacional (IberRed) es un espacio de cooperación en materia civil y penal, puesto a disposición de los operadores jurídicos de los 22 países iberoamericanos y del Tribunal Supremo de Puerto Rico. IberRed reúne a los Ministerios de Justicia, los Ministerios Públicos y las Fiscalías Generales, y los Poderes Judiciales, a través de sus puntos de contacto, así como a las autoridades centrales de tratados, a través de sus enlaces, para facilitar la cooperación jurídica internacional.

## Objetivos
El objetivo principal de IberRed es la optimización de los instrumentos de asistencia judicial civil y penal, y el fortalecimiento de los lazos de colaboración entre los países, a través de la cooperación formal e informal entre las autoridades centrales y puntos de contacto. Para ello, dispone de un canal preferente, desarrollado especialmente para la trasmisión de estas comunicaciones que es la Plataforma Iber@, una plataforma electrónica con garantías de máxima seguridad y protección de datos personales que ofrece un ambiente cerrado para promover intercambios rápidos y fehacientes de las solicitudes formales e informales de cooperación jurídica internacional. IberRed es un elemento fundamental en el Espacio Judicial Iberoamericano, donde la actividad de cooperación jurídica involucra mecanismos, dinámicas e instrumentos de simplificación y agilización en la consecución de una tutela judicial efectiva.

## Historia
IberRed fue creada el 30 de octubre de 2004, a partir del impulso de la Asociación Iberoamericana de Ministerios Públicos (AIAMP), la Conferencia de Ministros de Justicia de los países Iberoamericanos (COMJIB) y la Cumbre Judicial Iberoamericana (CJI) para crear un espacio común de cooperación jurídica internacional en la región iberoamericana.
La regulación de IberRed se formalizó con el Reglamento IberRed 2004 aprobado en Cartagena de Indias y con la anexión del Protocolo de desarrollo del Reglamento acordado en la reunión de mayo de 2009 en Santiago de Chile.
Desde entonces, IberRed se ha constituido como el lugar de encuentro e intercambio de consultas entre los distintos operadores de la región en un plano informal, especialmente a través de la Plataforma Iber@ desarrollada con esos fines; como así también como un espacio de construcción de herramientas para mejorar los mecanismos y prácticas en la cooperación tanto en materia civil como penal entre autoridades centrales e instituciones del sistema de justicia en Iberoamérica.
A partir de la entrada en vigor del Tratado Relativo a la Transmisión Electrónica de Solicitudes de Cooperación Jurídica Internacional entre Autoridades Centrales (Tratado de Medellín) en 2022, la IberRed adquirió un status privilegiado dentro de las redes de cooperación jurídica a nivel mundial ya que las solicitudes de asistencia legal mutua entre autoridades centrales de países parte del Tratado serán jurídicamente válidas y no requerirán de envíos físicos posteriores cuando se realicen por la Plataforma Iber@ (siempre que el tratado en vigor entre las partes habilite la comunicación directa entre autoridades centrales). Además, este Tratado permite la adhesión por terceros Estados que no sean parte de la Comunidad Iberoamericana de Naciones, ampliando la red de cooperación jurídica internacional a todo el mundo, disminuyendo el tiempo de los trámites internacionales de las solicitudes que pasan de una demora de días, meses y hasta años, a la inmediatez y disminuyendo los tiempos y costos económicos.

## Estructura y composición
IberRed está compuesta por la Secretaría General (ejercida por el Secretaría General de la COMJIB cuyo actual secretario general es Enrique Gil Botero) y puntos de contacto originarios de los diferentes Ministerios de Justicia e instituciones análogas (pertenecientes a la COMJIB), Fiscalías y Ministerios Públicos (pertenecientes a AIAMP), Poderes Judiciales (pertenecientes a la Cumbre Judicial Iberoamericana (CJI)) además de enlaces que pertenecen a cualquier autoridad central con competencia en materia de cualquier tratado en vigor entre los países miembros (los 22 países que conforman la Comunidad Iberoamericana y el Tribunal Supremo de Puerto Rico).
IberRed se basa en la confianza de todos los miembros con objetivo de favorecer los contactos informales entre todos los miembros de los diferentes Estados. La comunicación entre los miembros se realiza por vías convencionales y a través de la plataforma Iber@.

## Plataforma Iber@
La Plataforma Iber@ es una plataforma electrónica de acceso restringido y exclusivo de los puntos de contacto, enlaces y redes o actores de la cooperación jurídica internacional como Eurojust y la Secretaría General de Interpol. Ofrece un ambiente cerrado, seguro y confidencial para promover intercambios rápidos y fehacientes de las solicitudes formales e informales de cooperación jurídica internacional. Para garantizar los extremos de seguridad y usabilidad que requiere este sistema, la Plataforma fue rediseñada entre 2020 y 2021. El nuevo desarrollo de la Plataforma Iber@ fue realizado por la Agencia Notarial de Certificación del Consejo General del Notariado Español, gracias al apoyo de la Agencia Española de Cooperación Internacional para el Desarrollo (AECID).
Esta plataforma digital permite la gestión de solicitudes de cooperación jurídica internacional entre los puntos de contacto y enlaces de IberRed además de redes de cooperación jurídica internacional como Eurojust o la Secretaria General de Interpol.
En 2022 entró en vigor el Tratado Relativo a la Transmisión Electrónica de Solicitudes de Cooperación Jurídica Internacional entre Autoridades Centrales (el Tratado de Medellín), un acuerdo por el cual se agiliza la cooperación jurídica internacional mediante la integración de las tecnologías de la información y de la comunicación a las actividades cotidianas de cooperación jurídica internacional, que utiliza la Plataforma Iber@ como medio de comunicación de extrema seguridad. En el ámbito del Tratado de Medellín, abierto a la adhesión por parte de cualquier país del mundo, la Iber@ permite la transmisión electrónica de documentos con rapidez y con plena validez a efectos administrativos.